# Антисово
Антисово — деревня в Себежском районе Псковской области России. Входит в состав сельского поселения Себежское.

## География
Находится на юго-западе региона, на границе с Республикой Беларусь, в лесной местности около канала Дегтерёвка и деревни Кортеньки.
Уличная сеть не развита.

## История
В 1802—1924 годах земли поселения входили в Себежский уезд Витебской губернии.
В 1941—1944 гг. деревня находилась под фашистской оккупацией войсками Гитлеровской Германии.
Согласно Закону Псковской области от 28 февраля 2005 года деревня Антисово вошла в состав образованного муниципального образования «Себежская волость».
В 2010 году, согласно Закону Псковской области от 03.06.2010 № 984-ОЗ, деревня Антисово, после объединения пяти волостей (Глембочинской,Долосчанской, Дубровской, Лавровской и Томсинской), вошла в образованное муниципальное образование «Себежское сельское поселение».

## Население
| 2001 | 2002 | 2010 |
| ---- | ---- | ---- |
| 18   | ↘16  | ↘9   |

Согласно результатам переписи 2002 года, в национальной структуре населения русские составляли  87 % от общей численности населения в  16  чел..

## Инфраструктура
Развито личное подсобное хозяйство.

## Транспорт
Деревня доступна по просёлочной дороге.
Автомобильная дорога общего пользования местного значения от а/д Себеж — Верхнедвинск (до границы с Республикой Беларусь) до дер. Антисово (идентификационный номер 58-254-870 ОП МП 58Н-045) длиной 2,8 км